# Catedral castrense de San Nicolás
La catedral castrense de San Nicolás (en ucraniano: Військовий Микільський собор; en ruso: Никольский военный собор) fue una de las catedrales ortodoxas ucranianas situadas en Kiev, Ucrania). La catedral también era conocida como El Gran Nicolás (en ucraniano: Великий Микола) y fue una de las catedrales castrenses del antiguo Imperio ruso

## Geografía
La catedral estaba situada en la calle Iván Mazepa del raión de Pechersk, Kiev.

## Historia
Este edificio fue diseñado originalmente por Osip Startsev por encargo del hetman Iván Mazepa para servir como la iglesia principal de la ermita de San Nicolás, tradicionalmente asociada con la tumba de Askold. La iglesia fue consagrada en 1696 y era famosa por su deslumbrante pantalla de iconos dorados encargada por Mazepa. A mediados del siglo XVIII se completó un campanario independiente de estilo de Rastrelli.
El ejército imperial ruso se convirtió en el patrón de la iglesia en 1831, siendo donde se guardaban las reliquias militares y se celebraban servicios con motivo de las victorias. Un conjunto de cañones cerca del edificio proclamaba sus asociaciones militares. 
Tanto el campanario como la catedral resultaron dañados por los bombardeos bolcheviques durante guerra civil rusa en enero de 1918 y fueron reparados en 1922. El 9 de mayo de 1919, un sacerdote celebró el primer servicio en idioma ucraniano en la catedral. En 1934, el régimen soviético hizo volar la catedral y la reemplazó por un Palacio de los Pioneros, construido entre 1962 y 1965.
El presidente de Ucrania, Víktor Yúshchenko, apoyó la idea de restaurar el patrimonio cultural destruido. En la década de 2010 surgió la cuestión de la posible restauración del santuario. En junio de 2009, el presidente ucraniano encargó al Gabinete de Ministros (junto con la Administración Estatal de la ciudad de Kiev) que elaboraran y presentaran propuestas para la restauración del monumento histórico y arquitectónico de la catedral castrense de San Nicolás. Tras la caída de la URSS se celebran al aire libre cerca del lugar donde antes estaba la iglesia.

## Arquitectura
La catedral era pentacupolar y se construyó en estilo barroco ucraniano. La parte superior del campanario fue reconstruida en la década de 1890 en estilo neobizantino, introduciendo elementos artísticos extranjeros que no estaban en armonía con el proyecto original.      
El interior del templo no fue pintado, pero era famoso por su iconostasio tallado de 7 niveles en estilo barroco.     

## Galería

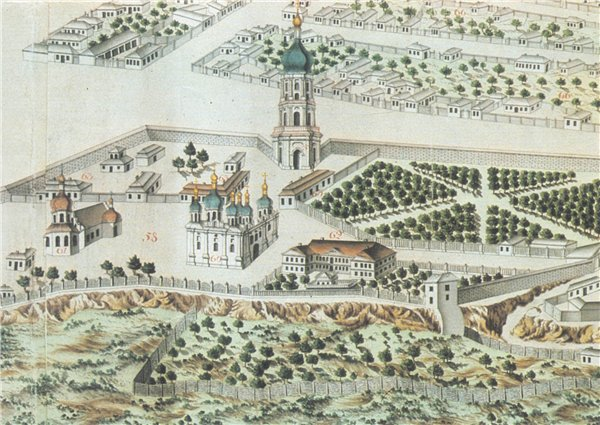
Monasterio de San Nicolás (siglo XVIII)
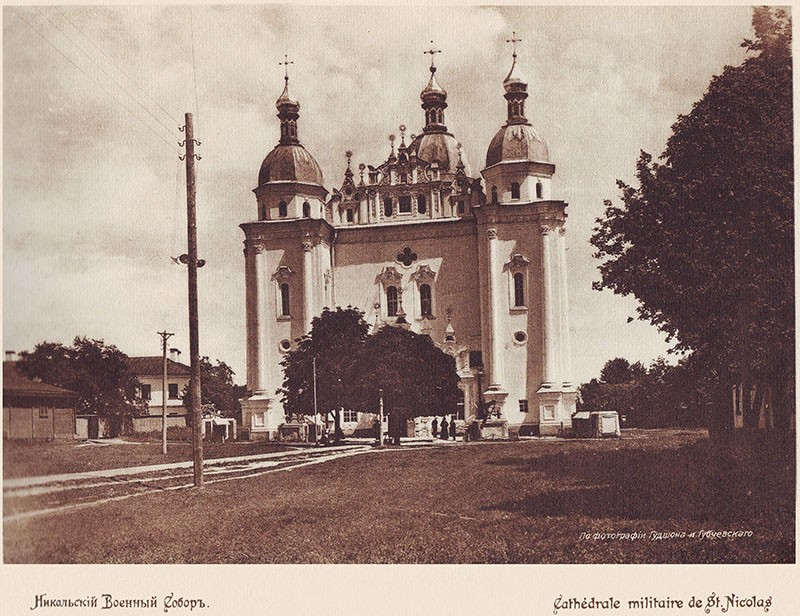
Postal con la catedral
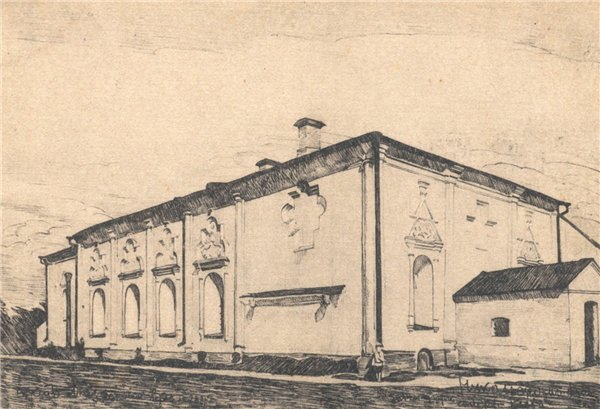
Refectorio de la
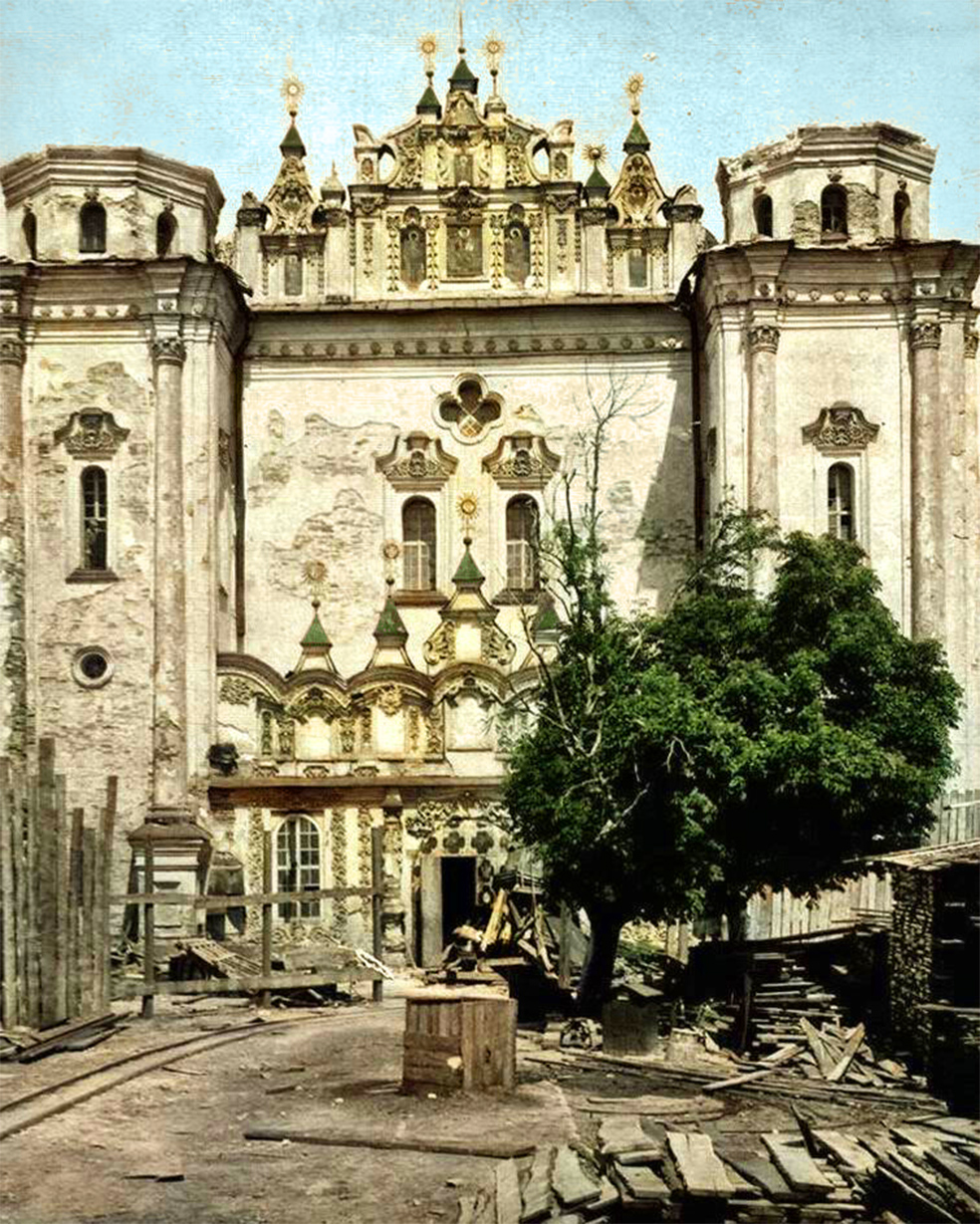
Catedral antes de la demolición (1934)